# قنادس الجبل
قنادس الجبل (الاسم العلمي: Aplodontoidea) هو فيلق من الحيوانات الثديية تتبع رتبة القوارض من طائفة الثدييات.

## فصائل غير منقرضة
- قنادس جبلية

## فصائل منقرضة
- (الاسم العلمي: †Allomyidae)
- (الاسم العلمي: †Mylagaulidae)

## أجناس غير منقرضة
- قندس الجبل

## أجناس منقرضة
- (الاسم العلمي: †Epeiromys)
- (الاسم العلمي: †Sinomylagaulus)